# Zamiar
Zamiar (łac. dolus) – w prawie karnym materialnym element strony podmiotowej przestępstwa; synonim winy umyślnej, tj. świadomego ukierunkowania na osiągnięcie stanu rzeczy określonego w typie czynu zabronionego. W polskim prawie sam zamiar popełnienia przestępstwa nie jest karalny, jednak obecność zamiaru decyduje o uznaniu przestępstwa za umyślne lub nieumyślne (art. 9 k.k.), co może mieć wpływ na wysokość kary.
Wyróżnia się zamiar bezpośredni, zamiar ewentualny i zamiar niby ewentualny.